# Idaea mareotica
Idaea mareotica är en fjärilsart som beskrevs av Max Wilhelm Karl Draudt 1912. Idaea mareotica ingår i släktet Idaea och familjen mätare. Inga underarter finns listade i Catalogue of Life.